# Alex Lind
Alex Lind (født 27. juli 1944, død 19. januar 2017) var en dansk socialdemokratisk politiker. Han var borgmester i den daværende Spøttrup Kommune fra 1986 til 1998. Han var også medlem af Viborg Amtsråd i 9 år hvor han var formand for Undervisning- og Kulturudvalget.
Alex Lind blev kendt som stifter og formand for foreningen "Det Skæve Danmark" som var en sammenslutning af små kommuner i Danmark.
Han var gift og havde to døtre, heriblandt det socialdemokratiske folketingsmedlem Annette Lind.